# A20高速公路 (葡萄牙)
A20高速公路（葡萄牙語：A20 Autoestrada），又稱波爾圖內環公路（Circular Regional Interior de Porto，簡稱CRIP），是一條圍繞葡萄牙北部重鎮、第二大城市波爾圖的高速公路，呈弧形，南起加亞新城的卡瓦柳斯，西至阿拉比達橋止，全長16.8公里。
全線設有十二處交流道。2002年至2011年分段通車。